# Ходиловичское сельское поселение
Ходило́вичское сельское поселение — муниципальное образование в северо-восточной части Жуковского района Брянской области. Административный центр — деревня Петуховка.
Образовано в результате проведения муниципальной реформы в 2005 году, путём слияния дореформенных Ходиловичского и Косиловского сельсоветов.
С 7 августа 2020 года упразднено в результате преобразования Жуковского района в муниципальный округ.

## Население
| 2010  | 2011  | 2012  | 2013  | 2014  | 2015  | 2016  |
| ----- | ----- | ----- | ----- | ----- | ----- | ----- |
| 1182  | ↘1181 | ↗1182 | ↘1162 | ↘1147 | ↘1129 | ↘1122 |
| 2017  | 2018  | 2019  | 2020  |       |       |       |
| ↘1120 | ↘1092 | ↘1070 | ↘1046 |       |       |       |

## Населённые пункты
| №  | Населённый пункт | Тип     | Население |
| -- | ---------------- | ------- | --------- |
| 1  | Александровка    | деревня | ↘5        |
| 2  | Бережки          | деревня | ↘15       |
| 3  | Богачевка        | посёлок | →3        |
| 4  | Дубрава          | посёлок | ↘0        |
| 5  | Зерновка         | деревня | →0        |
| 6  | Ким              | деревня | →1        |
| 7  | Кончино          | посёлок | →0        |
| 8  | Косилово         | деревня | ↘311      |
| 9  | Матрёновка       | деревня | ↘0        |
| 10 | Николаевка       | деревня | →5        |
| 11 | Петуховка        | деревня | ↘389      |
| 12 | Приютино         | деревня | →33       |
| 13 | Саково           | деревня | ↗52       |
| 14 | Фошня            | село    | ↘10       |
| 15 | Ходиловичи       | деревня | ↗338      |